# Iwona Pietrasiak
Iwona Pietrasiak – polska biskupka Kościoła Katolickiego Mariawitów w RP. Związana jest z parafią w Felicjanowie.
Przez długi czas zaangażowana była w życie duchowe i liturgiczne Kościoła mariawickiego jako kapłanka ludowa. 11 listopada 2021 po raz pierwszy w historii Kościoła odbyły się konsekracje biskupie kapłanów ludowych. Ceremonia miała miejsce w Grzmiącej. Wyświęconych zostało wówczas troje nowych biskupów: Iwona Pietrasiak oraz Patrycja Rosiak i Paweł Sobczak z parafii w Grzmiącej. Konsekratorkami były s. bp Maria Beatrycze Szulgowicz (zwierzchnik Kościoła) i s. bp Maria Rafaela Woińska (kustoszka warszawska). Były to pierwsze konsekracje biskupie w Kościele od 1993. 
Do czasu zwołania Kapituły Generalnej Kościoła i podjęcia ewentualnych zmian natury administracyjnej, Iwona Pietrasiak i dwoje pozostałych biskupów kontynuują swoją służbę w dotychczasowych miejscach.